# 마명 (경마)
마명(馬名, Horse name)은 말의 고유한 이름을 뜻한다.
경주마로 활용하고자 하는 마필은 반드시 마명이 필요하므로 경마장 마방 입사 전까지 ‘마명부여신청서’에 희망마명을 기재하여 한국마사회 말등록원에 제출해야 한다. 제출된 마명은 '마명부여 규정’에 위배되는 사항이 있는지 확인하고, 동일마명과 유사마명까지 확인한 후 확정된다.(비용은 무료)

## 마명 작명시 주의사항
마명은 중복해서 쓸 수 없으며, 경주마로 등록할 때 현존하는 마명 혹은 유명했던 마명은 사용할 수 없다. 또한 말 이름을 지을 때 가장 주의할 사항 중 하나는 절대 말을 의미하는 '말‘과 ’마(馬)‘는 물론, 호스(Horse), 목장, 트랙, 자키 같이 경마나 생산계에서 상용되는 용어는 사용할 수 없다는 것이다. 그 밖에도 널리 알려진 문화예술의 작품명이나 운동경기명, 현존 국가명과 같거나 유사한 마명, 아라비아 숫자를 포함하거나 사행성이 강한 단어는 마명으로 사용할 수 없다.

## 마명의 제한 사항
1. 여백없이 한글 6자(외국에서 부여된 원마명을 한글로 표기할 때는 여백없이 8자 이내), 알파벳 18자 이내
2. 기부여된 마명 또는 유명한 말의 마명과 동일하거나 혼동의 우려가 있는 것
3. 회사명, 상품명 등 영리를 위한 광고 선전의 의미를 나타내는 것
4. 공인이나 널리 알려진 사람의 성명(별호등 포함)
5. 국제보호마명부에 등재된 마명과 동일하거나 혼동의 우려가 있는 것
6. 의미 또는 발음이 공공질서나 미풍양속에 반하는 것이라고 인정되는 것
7. 기타 마명으로서 부적당하다고 판단되는 것

또한 다음 사항에 대한 기한이 경과되지 않은 마명은 재사용할 수 없다.
1. 씨암말의 마명은 사망 또는 용도종료후 10년(사망이 신고되지 않은 경우는 생후 25년)
2. 씨수말의 마명은 사망 또는 용도종료후 15년(사망이 신고되지 않은 경우는 생후 35년)
3. 기타 말의 마명은 사망후 5년(사망이 신고되지 않은 경우는 생후 20년)

## 같이 보기
- 경주마